# Carlotta Cristiani
Pour les articles homonymes, voir Cristiani.
Carlotta Cristiani, née le 8 janvier 1967 à Milan (Italie), est une monteuse et compositrice italienne.

## Biographie
Née à Milan, Carlotta Cristiani vit entre Milan et Rome. Diplômée de la Civica Scuola di Cinema ed eterna laureanda du DAMS de l'Université de Bologne en 1992, elle monte des films de fiction et des documentaires qui ont participé aux plus importants festivals de cinéma internationaux.
Elle a collaboré avec Silvio Soldini (Il comandante e la cicogna, Ce que je veux de plus), Leonardo Di Costanzo (L'intervallo), Marina Spada (Come l'ombra, Il mio domani), Bruno Oliviero (La variabile umana), Laura Bispuri (Vergine Giurata) et tant d'autres.
Elle enseigne le montage à la Civica Scuola di Cinema Luchino Visconti.

## Filmographie
- 2000 : Pain, Tulipes et Comédie (Pane e tulipani) de Silvio Soldini
- 2000 : Lupo mannaro (it) de Antonio Tibaldi
- 2000 : Guarda il cielo de Piergiorgio Gay
- 2002 : Paesi Leggeri de Enrico Pau
- 2002 : Giravolte de Carola Spadoni
- 2002 : La forza del passato (it) de Piergiorgio Gay
- 2002 : Je brûle dans le vent (Brucio nel vento) de Silvio Soldini
- 2003 : Racconto di guerra (it) de Mario Amura
- 2004 : Tu la conosci Claudia? (it) de Massimo Venier
- 2004 : Agata e la tempesta de Silvio Soldini
- 2007 : Mi fido di te (it) de Massimo Venier
- 2007 : Giorni e nuvole de Silvio Soldini
- 2007 : Come l'ombra (it) de Marina Spada
- 2008 : Quattro giorni con Vivian de Silvio Soldini
- 2008 : Un paese diverso de Silvio Soldini et Giorgio Garini
- 2009 : Paese che mi guardi de Marina Spada
- 2009 : Pandemia (it) de Lucio Fiorentino
- 2009 : Generazione mille euro (it) de Massimo Venier
- 2010 : Niente paura de Piergiorgio Gay
- 2010 : La piccola A de Salvatore D'Alia et Giuliano Ricci
- 2010 : Ce que je veux de plus (Cosa voglio di più) de Silvio Soldini
- 2011 : Milano 55.1 de Luca Mosso et Bruno Oliviero
- 2011 : Cadenza d'inganno de Leonardo Di Costanzo
- 2011 : Senza arte né parte (it) de Giovanni Albanese
- 2011 :Il mio domani (it) de Marina Spada
- 2012 : L'intervallo de Leonardo Di Costanzo
- 2012 : Il comandante e la cicogna (it) de Silvio Soldini
- 2013 : La variabile umana (it) de Bruno Oliviero
- 2014 : Les Ponts de Sarajevo (I ponti di Sarajevo, différents réalisateurs)
- 2015 : Milan 2015 de Elio (it), Roberto Bolle, Silvio Soldini, Walter Veltroni, Cristiana Capotondi et Giorgio Diritti
- 2015 : Vierge sous serment de Laura Bispuri
- 2016 : Come diventare grandi nonostante i genitori (it)  de Luca Lucini
- 2017 : L'intrusa de Leonardo Di Costanzo
- 2017 : Il colore nascosto delle cose (it) de Silvio Soldini
- 2018 : Nato a Casal di Principe (it) de Bruno Oliviero
- 2018 : Ma fille (Figlia mia) de Laura Bispuri
- 2019 : Cattività de Bruno Oliviero
- 2019 : Berni e il giovane faraone (it) de Marco Chiarini
- 2020 : Omelia contadina d'Alice Rohrwacher
- 2020 : Gli indifferenti de Leonardo Guerra Seràgnoli
- 2021 : Ariaferma de Leonardo Di Costanzo

## Récompenses et distinctions
David di Donatello
- 2002 : Nomination au David di Donatello du meilleur montage pour Je brûle dans le vent
- 2008 : Nomination au David di Donatello du meilleur montage pour Giorni e nuvole

Ruban d'argent
- 2000 : Nomination pour le Ruban d'argent du meilleur montage pour Pain, Tulipes et Comédie